# Nathan Handwerker
Nathan Handwerker (* 14. Juni 1892 in Österreich-Ungarn; † 1. März 1974 in Sarasota, Florida, USA) war ein polnisch-amerikanischer Unternehmer.

## Leben
Handwerker wanderte 1910 nach Belgien und von dort 1912 weiter nach New York aus. Zusätzlich zu seinem Job als Laufjunge bei Max's Busy Bee, wo er $4.50 pro Woche verdiente,  arbeitete er dort bei Feltman's German Gardens, einem Restaurant in Coney Island (Brooklyn, New York), in dem er Brötchen aufschnitt. Das Restaurant bot zu dieser Zeit Hotdogs für 10 Cent an. 
Im Jahr 1916 wurde Handwerker von zwei seiner Kollegen, den späteren Schauspielern Eddie Cantor und Jimmy Durante, die als singende Kellner bei Feltman's arbeiteten, ermutigt, seinen eigenen Hotdog-Stand zu eröffnen und seine Hotdogs für nur 5 Cent anzubieten. Im selben Jahr eröffnete Handwerker mit einem Grundkapital von $ 300 und der Hilfe seiner Frau Ida einen eigenen Hotdog-Stand an der Kreuzung von Surf Avenue und Stillwell Avenue in Coney Island, wo er seine Hotdogs für einen Nickel verkaufte. Die Hotdogs wurden mit einer Gewürzmischung gewürzt, deren Zusammensetzung das Geheimnis seiner Frau war. Sein Stand wuchs und 1925 eröffnete er Nathan’s Famous. Eine weitere Expansion fand 1957 statt, als sein Sohn Murray Handwerker (* 1921) ihn überredete, einen zweiten Laden in Ocean Side, Long Island, zu eröffnen. Bald nach Beginn der Konzessionsvergabe (Franchisesystem) wurde Nathan's Famous populär und begann, seine Produkte in den frühen 1970ern an Supermarktketten zu verkaufen.
Handwerker wird oft als Erfinder des amerikanischen Hot Dogs bezeichnet, was jedoch nicht zweifellos erwiesen ist.